# Sabine Wulff
Pour plus de détails, voir Fiche technique et Distribution.
Sabine Wulff est une comédie dramatique est-allemande réalisée par Erwin Stranka et sortie en 1978.

## Synopsis
Sabine Wulff, 18 ans, est libérée du Jugendwerkhof (de) où elle avait été placée pour des vols répétés. La faute de ces vols incombait en réalité à son ami Jimmy, qu'elle aimait et qui l'avait convaincue de le faire. Jimmy avait également la partie facile avec elle, car elle avait des problèmes avec son milieu familial guindé. C'est pourquoi Sabine ne veut pas retourner chez ses parents après sa libération, mais prend une chambre meublée chez Mme Prieselank. Mais c'est alors qu'elle se rend chez Jimmy pour lui annoncer qu'elle va commencer une nouvelle vie.
Cette nouvelle vie commence par un travail régulier dans une usine de chaussures. Là, elle se heurte toujours à des préjugés en raison de son passé et, d'autre part, ses opinions bien arrêtés, qui sont pourtant cohérentes, ne rencontrent guère de compréhension de la part de ses collègues. Lorsqu'elle ne signale pas que Gisa triche lors du décompte de sa prestation journalière et qu'elle lui demande seulement de ne pas le faire, elle n'est pas remerciée, car celle-ci la dénonce injustement à la maîtresse Heide Hobohm. Gisa est crue, car lors d'un contrôle, on constate que le nombre de chaussures préparées ne correspond pas aux décomptes et Sabine, avec son passé, a du mal à se justifier sur cette affaire.
Mais Sabine a aussi ses problèmes en amour. Après avoir renoncé à son couple avec Jimmy, le premier homme avec lequel elle se lie d'amitié est une vieille connaissance qui est maintenant dans l'armée et qui est en permission. Mais après une nuit passée ensemble, il lui avoue qu'il a déjà quelqu'un et ne peut donc pas rester avec elle. Le second est le casse-cou Atsche, un don Juan qui l'impressionne et qui s'installe également chez elle. Mais comme elle ne reçoit aucun soutien de sa part pour ses problèmes à l'entreprise, elle le met à la porte de l'appartement. Lors d'un voyage chez son oncle Karl, elle retrouve dans le bus un ancien camarade de classe et tous deux essaient de former un couple. Mais lors d'une fête de l'étudiant avec ses docteurs et ses professeurs, elle constate qu'il a honte d'elle et se sépare de lui. Il ne reste donc plus que Jimmy, qu'elle aime toujours. Le fait que les murs de son appartement soient couverts de photographies et de tableaux qu'il a lui-même peints la convainc qu'il l'aime aussi. Mais elle ne peut pas supporter qu'il continue à vivre au jour le jour comme avant, sans prendre de responsabilités, et elle décide de continuer son chemin et de se faire de nouveaux amis.

## Fiche technique
- Titre original allemand : Sabine Wulff[1]
- Réalisateur : Erwin Stranka
- Scénario : Erwin Stranka
- Photographie : Peter Brand (de)
- Montage : Evelyn Carow (de)
- Musique : Karl-Ernst Sasse
- Production : Markus Zimmer
- Sociétés de production : Deutsche Film AG, KAG Berlin
- Pays de production :  Allemagne de l'Est
- Langues originales : allemand
- Format : couleurs par Orwo-color - 1,66:1 - Son mono - 35 mm
- Durée : 92 minutes
- Genre : comédie dramatique, Frauenfilm
- Dates de sortie :
  - Allemagne de l'Est : 10 novembre 1978

## Distribution
- Karin Düwel (de) : Sabine
- Manfred Ernst : Jimmy
- Jürgen Heinrich : Atsche
- Hans-Joachim Frank (de) : Hansel
- Lars Jung (de) : Hotte
- Jutta Wachowiak (de) : Heide Hobohm
- Swetlana Schönfeld (de) : Kati
- Ursula Staack (de) : Gisa
- Juliane Korén (de) : Hille
- Annelise Matschulat (de) : Stippel
- Hannelore Telloke (de) : Licorne
- Ilse Voigt (de) : Mme Prieselank
- Karla Runkehl (de) : La mère de Sabine
- Erik S. Klein (de) : Le père de Sabine
- Gerhard Bienert : Oncle Karl
- Katharina Rothärmel (de) : Mme Knuth